# Langdon Winner
Langdon Winner é professor de Ciência Política no Departamento de Estudos de Ciência e Tecnologia na Rensselaer Polytechnic Institute, Troy, Nova Iorque, desde 1990. 
É conhecido por seus artigos e livros sobre ciência, tecnologia e sociedade. Também passou vários anos como repórter e editor-colaborador da revista Rolling Stone.
Uma ideia central na sua obra é a de que a tecnologia abriga relações sociais e, portanto, relações de poder. Winner propôs duas formas pelas quais "os artefatos podem conter a política". A primeira, que envolve arranjos técnicas e a ordem social, diz respeito às maneiras como a invenção, o design ou a disposição dos artefatos ou do sistema torna-se um mecanismo para a resolução dos assuntos de uma comunidade.
A segunda forma de "artefatos conterem política" refere-se a artefatos que se correlacionam com determinados tipos de relações políticas, que Winner qualifica como "artefatos inerentemente políticos" (1999, p. 22). Ele distingue dois tipos de artefato inerentemente político: aqueles que requerem um sistema sociológico particular e os que são fortemente compatíveis com um sistema sociológico particular (1999, p. 29). O autor realiza ainda outra distinção entre as condições internas para o funcionamento de um dado sistema técnico e as condições externas a ele (1999, p. 33). O campo dos artefatos inerentemente políticos pode ser visualizado como uma matriz 2:2, que resulta em quatro "tipos" de artefatos: os que exigem um determinado sistema sociológico interno, os compatíveis com um determinado sistema sociológico interno, aqueles que exigem um determinado sistema sociológico externo, e aqueles compatíveis com um determinado sistema sociológico externo.